# 위대한 설계
위대한 설계(영어: The Grand Design)는 물리학자 스티븐 호킹과 레오나르드 므로디노우가 쓴 과학책으로 2010년 벤탐 출판사이 출판하였다. 우주를 창조한 빅뱅 이론은 물리 법칙이 작용한 결과로 자연스럽게 탄생되었다고 주장하였다. 그런 이유로 유일신과 연관된 우주의 창조론없이 과학적으로 논증하였다.